# Битка за Маријанска острва
Битка за Маријанска острва (енгл. Mariana and Palau Islands campaign), вођена од 1. јуна до 10. августа 1944, била је америчка победа током рата на Пацифику.

## Позадина

### Географски положај
Маријанска острва су група од 15 вулканских острва у Тихом океану, око 1.500 миља источно од Филипина. Припадају острвима Микронезије, а пружају се у ланцу дугом око 500 миља у правцу север-југ. Највеће острво је Гвам, а остала важнија су Рота, Сајпан и Тинијан. Острва су брдовита, са тропском климом и честим тајфунима. Острва су била у шпанском поседу од 1521. до 1898, када су САД заузеле Гвам, а остала острва продата су Немачкој 1899. Јапан их је заузео 1914, и до Другог светског рата остала су под јапанским протекторатом.

### Други светски рат
На самом почетку рата на Пацифику, Јапаци су муњевитим продором заузели Гвам после дводневне борбе 12. децембра 1941. На Сајпану, Гваму и Тинијану изградили су поморске и ваздухопловне базе за заштиту поморских комуникација између метрополе и освојених југоисточних области.

## Америчка офанзива 1944
После заузимања Гилбертових и Маршалових острва у склопу плана за брзо напредовање кроз централни Пацифик, Американци су 1. јуна 1944. почели напад на Маријанска острва (енгл. Operation Forager), да би на Сајпану, Тинијану и Гваму образовали истурене поморске и ваздухопловне базе  дање надирање ка Филипинима и Јапану.

### Америчке снаге
Извођење десанта поверено је 5. флоти адмирала Рејмонда Спруенса, уз подршку авијације Централног Пацифика са базама на на копну - свега 535 бродова са око 130.000 десантних трупа и 2.000 авиона. Ангажоване снаге подељене су у две групе.
Северна група, намењена за освајање Сајпана и Тинијана - 52. оперативна ескадра адмирала Ричмонда Тернера (енгл. Richmond Turner) са 5. корпусом морнаричке пешадије (ојачане 2. и 4. дивизија) генерала Холанда Смита (енгл. Holland Smith), укупно 71.034 људи.
Јужна група намењена је за освајање Гвама - 53. оперативна ескадра адмирала Ричарда Конолија (енгл. Richard Conolly) са 3. корпусом морнаричке пешадије (3. дивизија и 1. бригада) генерала Роја Гајгера (енгл. Roy Geiger), укупно 56.537 људи. Због боље концентрације снага, предвиђено је узастопно ангажовање група. У другом ешелону десанта налазиле су се 27, односно 77. пешадијска дивизија. Десантне снаге подржавао је и састав брзих носача авиона (58. ескадра адмирала М. Мичера).

### Јапанске снаге
Јапанци су за одбрану Маријанских острва имали око 60.000 војника: на Сајпану 31.629, на Тинијану око 9.000 и на Гваму око 18.000. Сва три острва била су јако утврђена и врло погодна за противдесантну одбрану.

### Ратне операције
Америчка авијација и поморске снаге су од 1. до 14. јуна бомбардовале Маријанска острва ради неутралисања јапанске авијације и обалске одбране. Поморски деснт на Сајпан почео је 15. јуна и до 9. јула цело острво било је заузето. На овај десант Јапанци су реаговали концентрацијом готово свих расположивих поморских снага, које су потучене у одлучујућој бици у Филипинском мору (18-20. јуна). Гвам је заузет од 21. јула до 10. августа, а десант на острво Тинијан  почео је 24. јула још у току борби за Гвам, пребацивањем дела јединица 5. корпуса са Сајпана. Искрцане десантне трупе су до 2. августа овладале читавим острвом.

## Последице
У борбама за Маријанска острва Јапанци су изгубили 52.206 мртвих и 2.659 заробљених, а Американци 4.683 мртва и 20.839 рањених и несталих. Заузимањем Маријанских острва Американци су пробили унутрашњи појас одбране Јапана са мора.